# Mank (film)
A Mank 2020-ban bemutatott amerikai fekete-fehér életrajzi filmdráma Herman J. Mankiewicz forgatókönyvíróról és az Aranypolgár (1941) forgatókönyvének kidolgozásáról. A filmet David Fincher rendezte néhai apja, Jack Fincher forgatókönyve alapján, producerei pedig Ceán Chaffin, Douglas Urbanski és Eric Roth voltak. A főszerepben Gary Oldman, Amanda Seyfried, Lily Collins látható.
A forgatókönyvet Jack Fincher írta az 1990-es években, és David eredetileg a Játsz/ma (1997) befejezése után akarta megfilmesíteni, Kevin Spacey és Jodie Foster főszereplésével. Ez soha nem valósult meg, ráadásul Jack Fincher 2003-ban elhunyt. Végül 2019 júliusában hivatalosan is bejelentették a projektet, a forgatás pedig 2019 novemberétől 2020 februárjáig zajlott Los Angeles környékén. Az 1930-as évek filmjei előtt tisztelegve a Mank fekete-fehérben készült, RED kamerákkal.
A Mank-et 2020. november 13-án mutatták be korlátozott számban a mozikban, és december 4-én került fel a Netflixre. A film pozitív kritikákat kapott a kritikusoktól, akik dicsérték Fincher rendezését, valamint a színészi játékot (különösen Oldman és Seyfried játékát), az operatőri munkát, a produkciót és a zenét. A 93. Oscar-díjátadón tíz jelölést kapott, köztük a legjobb film, a legjobb rendező, a legjobb férfi főszereplő (Oldman) és a legjobb női mellékszereplő (Seyfried) díját, valamint elnyerte a legjobb díszlettervezés és a legjobb operatőri teljesítmény díját. A 78. Golden Globe-díjátadón hat jelölést is kapott, köztük a legjobb filmdráma kategóriában.

## Rövid történet
Az 1930-as évek Hollywoodja a cinikus alkoholista forgatókönyvíró, Herman J. Mankiewicz szemszögéből kerül bemutatásra, aki az Aranypolgár (1941) forgatókönyvének befejezésén dolgozik.

## Szereplők
| Karakter                | Színész             | Magyar hang (2020)   |
| ----------------------- | ------------------- | -------------------- |
| Herman Mankiewicz       | Gary Oldman         | Epres Attila         |
| Marion Davies           | Amanda Seyfried     | Czető Zsanett        |
| Rita Alexander          | Lily Collins        | Törőcsik Franciska   |
| Joseph L. Mankiewicz    | Tom Pelphrey        | Szatmári Attila      |
| Louis B. Mayer          | Arliss Howard       | Gyabronka József     |
| Sara Mankiewicz         | Tuppence Middleton  | Bánfalvi Eszter      |
| Fraulein Freda          | Monika Gossmann     | Urbanovits Krisztina |
| Charles Samuels         | Joseph Cross        | Ágoston Péter        |
| John Houseman           | Sam Troughton       | Elek Ferenc          |
| David O. Selznick       | Toby Leonard Moore  | Bognár Tamás         |
| Orson Welles            | Tom Burke           | Horváth Illés        |
| William Randolph Hearst | Charles Dance       | Barbinek Péter       |
| Irving Thalberg         | Ferdinand Kingsley  | Széles Tamás         |
| Shelly Metcalf          | Jamie McShane       | Mihályfi Balázs      |
| Sid Perelman            | Jack Romano         | Bercsényi Péter      |
| George S. Kaufman       | Adam Shapiro        | Mészáros Tamás       |
| Charles MacArthur       | John Churchill      | Király Adrián        |
| Ben Hecht               | Jeff Harms          | Szikszai Rémusz      |
| Eddie Cantor            | Derek Petropolis    | Kenéz Ágoston        |
| Tommy                   | Sean Persaud        | Stern Dániel         |
| Joe Von Sternberg       | Paul Fox            | Kenéz Ágoston        |
| Doktor                  | Tom Simmons         |                      |
| John Gilbert            | Nick Job            | Lovas Dániel         |
| Rexford Tugwell         | Craig Welzbacher    | Király Adrián        |
| Norma Shearer Thalberg  | Jessie Cohen        | Dobó Enikő           |
| Irene Selznick          | Desiree Louise      | Homonnai Kata        |
| Slim                    | Ian Boyd            | Fehérváry Márton     |
| C.C.                    | Jay Villwock        | Hannus Zoltán        |
| Grady                   | John Lee Ames       | Kenéz Ágoston        |
| Upton Sinclair          | Bill Nye            | Király Adrián        |
| Maude Anderson          | Flo Lawrence        | Réti Szilvia         |
| Eve                     | Leven Rambin        | Czifra Krisztina     |
| Rabbi                   | Gary Teitelbaum     | Király Adrián        |
| Ben                     | Brian Michael Jones | Kenéz Ágoston        |
| Charlie Chaplin         | Craig Robert Young  | Lovas Dániel         |
| Martin Butler           | Sean Donnellan      | Fehérváry Márton     |

## Filmzene
| Mank: Original Musical Score track listing | Mank: Original Musical Score track listing | Mank: Original Musical Score track listing | Mank: Original Musical Score track listing | Mank: Original Musical Score track listing | Mank: Original Musical Score track listing | Mank: Original Musical Score track listing | Mank: Original Musical Score track listing | Mank: Original Musical Score track listing | Mank: Original Musical Score track listing |
| #                                          | Cím                                        | Hossz                                      |                                            |                                            |                                            |                                            |                                            |                                            |                                            |
| ------------------------------------------ | ------------------------------------------ | ------------------------------------------ | ------------------------------------------ | ------------------------------------------ | ------------------------------------------ | ------------------------------------------ | ------------------------------------------ | ------------------------------------------ | ------------------------------------------ |
| 1.                                         | Welcome to Victorville                     | 2:15                                       |                                            |                                            |                                            |                                            |                                            |                                            |                                            |
| 2.                                         | Trapped!                                   | 1:17                                       |                                            |                                            |                                            |                                            |                                            |                                            |                                            |
| 3.                                         | All This Time                              | 2:01                                       |                                            |                                            |                                            |                                            |                                            |                                            |                                            |
| 4.                                         | Enter Menace                               | 0:48                                       |                                            |                                            |                                            |                                            |                                            |                                            |                                            |
| 5.                                         | First Dictation                            | 2:22                                       |                                            |                                            |                                            |                                            |                                            |                                            |                                            |
| 6.                                         | A Fool's Paradise                          | 1:33                                       |                                            |                                            |                                            |                                            |                                            |                                            |                                            |
| 7.                                         | Once More Unto the Breach                  | 2:05                                       |                                            |                                            |                                            |                                            |                                            |                                            |                                            |
| 8.                                         | About Something                            | 0:54                                       |                                            |                                            |                                            |                                            |                                            |                                            |                                            |
| 9.                                         | Glendale Station                           | 1:16                                       |                                            |                                            |                                            |                                            |                                            |                                            |                                            |
| 10.                                        | What's at Stake?                           | 0:53                                       |                                            |                                            |                                            |                                            |                                            |                                            |                                            |
| 11.                                        | Every Thing You Do                         | 3:01                                       |                                            |                                            |                                            |                                            |                                            |                                            |                                            |
| 12.                                        | Cowboys and Indians                        | 1:20                                       |                                            |                                            |                                            |                                            |                                            |                                            |                                            |
| 13.                                        | Presumed Lost                              | 1:09                                       |                                            |                                            |                                            |                                            |                                            |                                            |                                            |
| 14.                                        | (If Only You Could) Save Me                | 3:18                                       |                                            |                                            |                                            |                                            |                                            |                                            |                                            |
| 15.                                        | Means of Escape                            | 0:49                                       |                                            |                                            |                                            |                                            |                                            |                                            |                                            |
| 16.                                        | All this Time (A White Parasol)            | 0:34                                       |                                            |                                            |                                            |                                            |                                            |                                            |                                            |
| 17.                                        | M.G.M.                                     | 2:51                                       |                                            |                                            |                                            |                                            |                                            |                                            |                                            |
| 18.                                        | A Respectable Bribe                        | 1:03                                       |                                            |                                            |                                            |                                            |                                            |                                            |                                            |
| 19.                                        | I, Governor of California                  | 1:32                                       |                                            |                                            |                                            |                                            |                                            |                                            |                                            |
| 20.                                        | A Leaden Silence                           | 0:54                                       |                                            |                                            |                                            |                                            |                                            |                                            |                                            |
| 21.                                        | San Simeon Waltz                           | 4:55                                       |                                            |                                            |                                            |                                            |                                            |                                            |                                            |
| 22.                                        | Time Running Out                           | 0:44                                       |                                            |                                            |                                            |                                            |                                            |                                            |                                            |
| 23.                                        | Mank-heim                                  | 1:24                                       |                                            |                                            |                                            |                                            |                                            |                                            |                                            |
| 24.                                        | Lend Me a Buck?                            | 1:20                                       |                                            |                                            |                                            |                                            |                                            |                                            |                                            |
| 25.                                        | You Wanted to See Me?                      | 1:03                                       |                                            |                                            |                                            |                                            |                                            |                                            |                                            |
| 26.                                        | In Your Arms Again                         | 3:18                                       |                                            |                                            |                                            |                                            |                                            |                                            |                                            |
| 27.                                        | The Dark Night of the Soul                 | 1:09                                       |                                            |                                            |                                            |                                            |                                            |                                            |                                            |
| 28.                                        | Clouds Gather                              | 0:13                                       |                                            |                                            |                                            |                                            |                                            |                                            |                                            |
| 29.                                        | Way Back When                              | 3:19                                       |                                            |                                            |                                            |                                            |                                            |                                            |                                            |
| 30.                                        | An Idea Takes Hold                         | 3:40                                       |                                            |                                            |                                            |                                            |                                            |                                            |                                            |
| 31.                                        | Marion's Exit                              | 3:18                                       |                                            |                                            |                                            |                                            |                                            |                                            |                                            |
| 32.                                        | Absolution                                 | 1:05                                       |                                            |                                            |                                            |                                            |                                            |                                            |                                            |
| 33.                                        | Scenes from Election Night                 | 4:23                                       |                                            |                                            |                                            |                                            |                                            |                                            |                                            |
| 34.                                        | Election Night-mare                        | 1:31                                       |                                            |                                            |                                            |                                            |                                            |                                            |                                            |
| 35.                                        | All This Time (Dance Interrupted)          | 1:01                                       |                                            |                                            |                                            |                                            |                                            |                                            |                                            |
| 36.                                        | All This Time (Victorious)                 | 1:12                                       |                                            |                                            |                                            |                                            |                                            |                                            |                                            |
| 37.                                        | I'm Eve                                    | 0:32                                       |                                            |                                            |                                            |                                            |                                            |                                            |                                            |
| 38.                                        | A Rare Bird                                | 2:10                                       |                                            |                                            |                                            |                                            |                                            |                                            |                                            |
| 39.                                        | Look at What We Did                        | 2:30                                       |                                            |                                            |                                            |                                            |                                            |                                            |                                            |
| 40.                                        | Menace Returns                             | 0:33                                       |                                            |                                            |                                            |                                            |                                            |                                            |                                            |
| 41.                                        | Forgive Me                                 | 2:15                                       |                                            |                                            |                                            |                                            |                                            |                                            |                                            |
| 42.                                        | Final Regards                              | 1:11                                       |                                            |                                            |                                            |                                            |                                            |                                            |                                            |
| 43.                                        | Where Else Would I Be?                     | 1:04                                       |                                            |                                            |                                            |                                            |                                            |                                            |                                            |
| 44.                                        | The Organ Grinder                          | 1:52                                       |                                            |                                            |                                            |                                            |                                            |                                            |                                            |
| 45.                                        | All This Time (Not No More)                | 1:13                                       |                                            |                                            |                                            |                                            |                                            |                                            |                                            |
| 46.                                        | Costume Party                              | 1:10                                       |                                            |                                            |                                            |                                            |                                            |                                            |                                            |
| 47.                                        | Dulcinea                                   | 0:37                                       |                                            |                                            |                                            |                                            |                                            |                                            |                                            |
| 48.                                        | Shoot-out at the OK Corral                 | 1:42                                       |                                            |                                            |                                            |                                            |                                            |                                            |                                            |
| 49.                                        | The Organ Grinder's Monkey                 | 2:24                                       |                                            |                                            |                                            |                                            |                                            |                                            |                                            |
| 50.                                        | The Act of Purging Violence                | 0:38                                       |                                            |                                            |                                            |                                            |                                            |                                            |                                            |
| 51.                                        | All This Time (Happily Ever After)         | 2:26                                       |                                            |                                            |                                            |                                            |                                            |                                            |                                            |
| 52.                                        | A Rare Bird (Reprise)                      | 4:45                                       |                                            |                                            |                                            |                                            |                                            |                                            |                                            |
| 1:32:32                                    |                                            |                                            |                                            |                                            |                                            |                                            |                                            |                                            |                                            |

## Megjelenés
A Mank 2020. november 13-án került az Egyesült Államokban korlátozott számban a mozikba, majd 2020. december 4-én a Netflixen is megjelent.
Az IndieWire beszámolója szerint a filmet 75 moziban játszották a nyitóhétvégén, és "hasonló üzletet" csinált, mint más új indie filmek, a Felfelé a lejtőn és az Ammonita, amelyek átlagosan 300 dollárt hoztak helyszínenként (ami a Mank számára 22 500 dolláros debütálást eredményezett). A film Netflixen való megjelenésekor csak az első napon sikerült a top 10-ben végeznie. Az IndieWire arról írt, hogy a film „nem nyerte el a figyelmet más olyan magasan jegyzett alkotásokhoz képest, mint Az 5 bajtárs, A chicagói 7-ek tárgyalása és a Vidéki ballada az amerikai álomról”, amelyek mind az első vagy második helyen debütáltak.